# Troche
Troche é uma comuna francesa na região administrativa da Nova Aquitânia, no departamento de Corrèze. Estende-se por uma área de 19,79 km². Em 2010 a comuna tinha 560 habitantes (densidade: 28,3 hab./km²).